# Longarosz dardán király
Longarosz (latinosan Longarus) az ókori Dardán Királyság első név szerint ismert uralkodója, akit i. e. 231 kapcsán említettek először a források, és i. e. 206 körülig uralkodott a dardánok felett. Váltakozó szerencsével viselt hadat déli szomszédja, II. Démétriosz, majd V. Philipposz Makedóniája ellen. Érdeme, hogy uralkodása alatt Dardánia katonailag ütőképes állammá vált, amely az elkövetkező évszázadokra a Balkán-félsziget meghatározó geopolitikai tényezője lett.

## Életútja
A Dardán Királyság az i. e. 4. század második felében lépett a történelem színpadára, és a következő évszázadokra a szomszédos Makedónia kérlelhetetlen ellensége lett. Az ókori szerzők nem nevezték meg az első dardán uralkodókat. Az utókor tévesen Monuniosz illír királyt, és fiát, Mütiloszt tartotta számon a királyság korai uralkodói között. Ezt a feltételezést azonban sem a források, sem a régészettudomány eredményei nem támasztják alá. Bár hipotézisek ismertek arról, hogy az i. e. 335-ben Makedónia által legyőzött Kleitosz is dardán király lehetett, az első név szerint ismert, és bizonyítottan dardán uralkodó maga Longarosz volt. Nem tudni, mikor kezdte meg uralkodását, csak annyi ismert, hogy i. e. 231-től II. Démétriosz makedón király viselt hadat ellene. A háborúskodás i. e. 229-ben zárult le, amikor Longarosz dardánjai megsemmisítő csapást mértek a makedónokra, és maga II. Démétriosz is életét vesztette a háborút eldöntő csatában (egyes források szerint röviddel utána). A katonai győzelmek már ezt megelőzően feltüzelték a dardánokat, és nyugati szomszédaik, Teuta királyné Illír Illír Királyságának megtámadását tervezték. Helyzetüket megkönnyítette, hogy az Illír Királyság északkeleti, a dardánokkal határos vidékének lakossága forrongani kezdett, és Dardániához kívánt csatlakozni. Az illír–epiróta háborúval elfoglalt Teuta helyzetét megnehezítette, hogy csapatai éppen akkor foglalták el az epiruszi fővárost, Phoinikét, és újabb összecsapásra volt kilátás. Az illírek ezért gyorsan békét kötöttek ellenfeleikkel, és Szkerdilaidasz vezetésével i. e. 230-ban leverték a lázongást, ezzel megelőzve a dardánok támadását is. Az illírek ezt követően szövetségre léptek Aitóliával és Akarnaniával, és ekkora túlerővel szemben már Longarosz sem táplált hiú győzelmi reményeket.
V. Philipposz makedón király trónra léptekor, i. e. 220 körül Longarosz ismét megtámadta Makedóniát. Az epiruszi Ambrakia ostromát éppen diadalra vivő makedón sereget azonnal hazarendelték, hogy a betolakodókat kiverje. Kevéssel később, i. e. 219-ben Longarosz a dardán sereg élén ismét betört a makedón fennhatóság alatt álló Paióniába, és elfoglalta Bülazóra városát. Elhúzódó háborúskodást követően a makedónok csak i. e. 217-ben tudták kiverni Longarosz csapatait a városból, de V. Philipposz uralkodását ezt követően is meghatározta a dardánokkal való hadakozás. Egy év sem telt el, hogy Longarosz ismét makedón földre vezesse embereit: i. e. 216-ban, amikor Makedónia egy Róma-ellenes szövetség összekovácsolásán fáradozott, a dardánok betörtek az országba és 20 ezer makedónt hurcoltak magukkal.
Az i. e. 214-ben kitört első római–makedón háború során V. Philipposz i. e. 211-ben elfoglalta a dardánok Sintia néven ismert határvárosát (a mai Szkopje délkeleti előterében). A diadalt V. Philipposz olyan nagyra értékelte, hogy a rodoszi Lindosz városában emlékművet emeltetett, megörökítendő a dardánok és a médek elleni dicsőséges győzelmeit. A válaszlépésre azonban nem sokáig kellett várni. Kihasználva, hogy a makedón uralkodó a rómaiak ellen visel hadat a Peloponnészoszon, i. e. 208-ban Longarosz dardánjai ismét betörtek Makedóniába, és meghódították Oresztisz vidékét az Argesztész síkjáig. Noha ezzel a dardánok nagy szolgálatot tettek a Római Birodalomnak, a makedón háborút lezáró i. e. 205. évi phoinikéi béke során mégsem ismerték el őket Róma szövetségeseiül.
A békekötés idején Longarosz már nem élt. Uralkodása során katonailag erős országgá tette az Übrosz (Ibar) völgye és az Axiosz (Vardar) felső folyása, a Trákia és a Szkardosz-hegység között elterülő Dardán Királyságot. Halála után fia, Baton lett a Dardán Királyság új uralkodója, de egyes források szerint i. e. 201-ben már a makedónok uralkodtak Dardánia felett. Az i. e. 200-ban kirobbant második római–makedón háború éveiben a Baton vezette dardánok a Római Birodalom oldalán harcoltak.